# Anthurium manuanum
Anthurium manuanum är en kallaväxtart som beskrevs av Thomas Bernard Croat. Anthurium manuanum ingår i släktet Anthurium och familjen kallaväxter. Inga underarter finns listade.